# 朝鮮総督府政務総監
朝鮮総督府政務総監（ちょうせん そうとくふ せいむ そうかん）は、朝鮮総督の下に置かれた親任官であり、総督に次ぐ第二の地位にあった。軍事権を除く行政・立法・司法の実務を統括し、主に官僚や政治家が任命された。前身は韓国統監府の副統監である。
前半期は内務省（特に警察畑）出身者の起用が目立ったが、後半期は他省出身者や朝鮮総督府生え抜きの人物も登用された。
1910年に朝鮮総督府官制の第8条に基づいて設置され、1945年の太平洋戦争終結により日本が主権及び朝鮮半島の統治権を喪失したことに伴い連合国の指示により廃止された。

## 歴代韓国副統監
| 代 | 氏名       | 写真 | 着任          | 離任          |
| -- | ---------- | ---- | ------------- | ------------- |
| 1  | 曾禰荒助   |      | 1907年9月21日 | 1909年6月14日 |
| 2  | 山縣伊三郎 |      | 1910年5月30日 | 1910年9月30日 |

## 歴代朝鮮総督府政務総監
| 代 | 氏名       | 写真 | 着任           | 離任           |
| -- | ---------- | ---- | -------------- | -------------- |
| 1  | 山縣伊三郎 |      | 1910年10月1日  | 1919年8月12日  |
| 2  | 水野錬太郎 |      | 1919年8月12日  | 1922年6月12日  |
| 3  | 有吉忠一   |      | 1922年6月12日  | 1924年7月4日   |
| 4  | 下岡忠治   |      | 1924年7月4日   | 1925年11月22日 |
| 5  | 湯浅倉平   |      | 1925年11月22日 | 1927年12月23日 |
| 6  | 池上四郎   |      | 1927年12月23日 | 1929年4月4日   |
| 7  | 児玉秀雄   |      | 1929年4月4日   | 1931年6月19日  |
| 8  | 今井田清徳 |      | 1931年6月19日  | 1936年8月5日   |
| 9  | 大野緑一郎 |      | 1936年8月5日   | 1942年5月29日  |
| 10 | 田中武雄   |      | 1942年5月29日  | 1944年7月24日  |
| 11 | 遠藤柳作   |      | 1944年7月24日  | 1945年10月24日 |